# Pseudo-Acron
Le Pseudo-Acron est un scholiaste d'Horace. Il tire son nom du fait qu'anciennement on attribuait ses scholies à Helenius Acro. Il est certainement postérieur à Porphyrion, autre scholiaste d'Horace. Il pourrait dater du VIIe siècle. Il accompagne déjà le texte d'Horace dans un manuscrit du Xe siècle conservé à la Biblioteca Medicea Laurenziana de Florence, le Laurentianus 34, 1.
Les commentaires des scholiastes compilaient et développaient ceux des scholiastes antérieurs ; de ce fait, on peut penser qu'on retrouve indirectement chez le Pseudo-Acron des éléments venus du commentaire perdu d'Helenius Acro (IIe siècle ap. J.-C.). Ces scholies nous ont transmis d'innombrables connaissances concernant le monde antique.
Le commentaire du Pseudo-Acron, comme celui de Porphyrion, accompagnait en général le texte d'Horace dans les premières éditions imprimées du poète latin ; il a eu de ce fait une certaine influence sur la perception d'Horace à la Renaissance et à l'âge classique.